# Jämställdhetsintegrering
Jämställdhetsintegrering eller jämtegrering är en politisk strategi för att nå uppsatta jämställdhetsmål. Strategin innebär att ett jämställdhetsperspektiv integreras i alla verksamhetsområden och i alla led av beslutsfattande, planering och utförande av verksamheter. Konkret innebär det att förhållanden och villkor för både kvinnor och män ska synliggöras. Varje fråga som berör individer ska prövas ur ett jämställdhetsperspektiv och konsekvenserna av hur förslag kan tänkas utfalla för kvinnor respektive män ska analyseras.

## Jämställdhetsintegrering i svenska myndigheter
Syftet med jämställdhetsintegrering i myndigheter är att kvinnor och män ska ha samma makt och möjlighet att påverka samhället och sina egna liv.. Strategin innebär att ett jämställdhetsperspektiv ska finnas med i alla beslut i offentlig verksamhet, på alla nivåer och i alla steg av processen.
Sverige införde jämställdhetsintegrering 1994 när den dåvarande borgerliga regeringen lade fram propositionen "Delad makt – delat ansvar" som vann bifall i riksdagen. Dessförinnan hade jämställdhet varit en rättighet som erkänts i svensk lag. Jämställdhetsintegrering sågs därför som ett svar på det tidigare jämställdhetsarbetets tillkortakommanden och ansågs vara en strategi som skulle leda till ett samhälle som var jämställt även i praktiken. Det beslutades att alla delar av regeringens politik skulle bidra till jämställdhet i både arbetsliv och samhälle. Jämställdhet lyftes som ett övergripande perspektiv och varje minister fick ansvar för att arbeta för jämställdhet inom sitt politikområde.
2013 startade utvecklingsprogrammet Jämställdhetsintegrering i myndigheter (JiM) som omfattade ungefär 60 myndigheter. Syftet var att utvecklingsprogrammet skulle stärka myndigheters arbete med jämställdhetsintegrering. Detta för att verksamheten kan bidra bättre till att uppnå de jämställdhetspolitiska målen. Regeringen arbetar efter sex delmål för att uppfylla det övergripande jämställdhetspolitiska målet att män och kvinnor ska ha samma makt att forma samhället och sina egna liv. Dessa sex delmål är en jämn fördelning av makt och inflytande, jämställd utbildning, ekonomisk jämställdhet, jämställd hälsa, en jämn fördelning av det obetalda hem- och omsorgsarbete och att mäns våld mot kvinnor ska upphöra. Delmålen tar hänsyn till de mest väsentliga ojämställdhetsproblemen i samhället som ofta hänger ihop och påverkar varandra.  Det finns till exempel ett samband mellan målet om ekonomisk jämställdhet och en jämn fördelning av det obetalda hemarbetet. På motsvarande sätt påverkar jämställd utbildning den ekonomiska jämställdheten.
2020 inleddes Jämställdhetsintegrering i myndigheter-programmets nya programperiod. Programperioden 2020-2025 riktar sig åt att myndigheterna skall i samverkan med relevanta samhällsaktörer bidra till ökad jämställdhet i samhället. 

### Statskontorets utvärdering 2019
Statskontorets utvärderade JiM år 2019. Statskontoret uttalade då att myndigheterna hade genomfört ett omfattande arbete samt att flera resultat med stor potential att bidra till att nå de jämställdhetspolitiska målen hade uppnåtts. De menade också att myndigheterna hade ökat jämställdheten för sina målgrupper genom att förändra sättet att arbeta.
JiM-programmet bedömdes vara en framgång, mot bakgrund av att det ansågs vara svårt att få genomslag för tvärsektoriella frågor i styrningen av myndigheter. 
Samtidigt framförde Statskontoret kritik. Regeringen ansågs ha kunnat bidra till att nå de jämställdhetspolitiska målen i ännu högre grad genom att styra mer verksamhetsanpassat och mer resurseffektivt. Om bristen i styrningen hade åtgärdats hade arbetet kunnat bidra till jämställdheten i samhället i ännu högre grad. Utvärderingen visade att regeringen varit otydligt med vad respektive myndighet skulle uppnå och att man borde förtydligat vilka jämställdhetsproblem i verksamheten eller på samhällsnivå som de förväntade sig att respektive myndighets jämställdhetsarbete skulle lösa eller bidra till att lösa.
Statskontoret rekommenderad regeringen att precisera myndigheternas jämställdhetsuppdrag genom att bryta ned de jämställdhetspolitiska delmålen i verksamhetsanpassade mål som specificerar vad respektive myndighet ska uppnå, eller vilket jämställdhetsproblem som respektive myndighet förväntas lösa. Samt att koncentrera sina resurser till de myndigheter som har störst möjlighet att bidra till att nå de jämställdhetspolitiska målen.

## Historik
Strategin antogs av Sveriges regering (regeringen Bildt) 1994. Alla länder som skrev under slutdokumentet från FN:s kvinnokonferens i Beijing 1995 har åtagit sig att tillämpa strategin och EU antog den som huvudstrategi för sitt jämställdhetsarbete 1996.
Den 3 juli 2008 fick Nationella sekretariatet för genusforskning i uppdrag av regeringen Reinfeldt att fram till den 31 december 2010 bygga upp ett stöd för statliga myndigheters arbete med jämställdhetsintegrering. Sekretariatet tilldelades 13 miljoner kronor för ändamålet. I samarbete med SKL, Vinnova och Europeiska Socialfondens Temagrupp Likabehandling skapades jämställ.nu, en gemensam portal om jämställdhetsintegrering.
År 2013 initierades ett utvecklingsprogram för Jämställdhetsintegrering i statliga myndigheter, JiM, genom att 18 pilotmyndigheter uppdrogs att ta fram en plan för jämställdhetsintegrering och redovisa den för regeringen. År 2016 utökades projektet till att omfatta totalt 59 myndigheter.
Enligt vissa teorier betonas allt mer vikten av att tillämpa intersektionella analyser i arbetet med jämställdhetsintegrering, med tanke på att inte alla kvinnor lever under samma villkor i samhället. Enligt dessa teorier påverkas exempelvis möjligheter på arbetsmarknaden av bland annat ras, sexualitet, funktionalitet och klass.

## Genomförande

### Universitet och högskolor
Sommaren 2015 arrangerar Nationella sekretariatet för genusforskning ett seminarium i Almedalen om jämställdhet inom den akademiska sektorn. Under seminariet uttrycker Pam Fredman, rektor för Göteborgs Universitet, att GU kunde tjäna som pilotfall. Universitet och högre lärosäten fick år 2016 av regeringen i uppdrag att ta fram planer för jämställdhetsintegrering för genomförande under perioden 2017-2019, ett arbete som skulle ledas av sekretariatet och hade sin motsvarighet i att sekreteriatet redan hade haft en ledande funktion för jämställdhetsintegrering av myndigheter. Som en del av detta införs rekryteringsmål för professorer, hälften av nyrekryterade professorer år 2030 skall vara kvinnor.
I en rapport från Academic Rights Watch kritiserades jämställdhetsarbetet vid universitet och högskolor för att bryta mot grundlagens krav på meritokratisk anställning.
Enligt forskare har den akademiska friheten inskränkts till följd av jämställdhetsintegrering vid svenska universitet och högskolor.

## Kritiker
Litteraturvetare Anna Victoria Hallberg har anklagat strategin för att vara en politisering och ett ingrepp i universitets och högskolors egenmakt. Statsvetare Erik Ringmar instämmer och har framfört att strategin saboterar den akademiska friheten som skall råda på svenska lärosäten.

## Källhänvisningar
1. 1 2 3  ”Jämställdhetsintegrering”. Jämställdhetsmyndigheten. Jämställdhetsmyndigheten. 13 september 2021. Arkiverad från originalet den 30 november 2022. https://web.archive.org/web/20221130092559/https://jamstalldhetsmyndigheten.se/fakta-om-jamstalldhet/jamstalldhetsintegrering/. Läst 30 november 2022.
2. ↑  ”Jämställdhetsintegrering i statliga myndigheter - JiM”. Regeringskansliet. 1 november 2021. https://www.regeringen.se/regeringens-politik/jamstalldhet/jamstalldhetsintegrering-i-statliga-myndigheter---jim/. Läst 30 november 2022.
3. ↑  ”Jämställdhet i Sverige”. Jämställdhetsmyndigheten. Jämställdhetsmyndigheten. https://jamstalldhetsmyndigheten.se/jamstalldhet-i-sverige/. Läst 30 november 2022.
4. ↑  ”Delmål 2: Ekonomisk jämställdhet”. Jämställdhetsmyndigheten. 28 september 2021. https://jamstalldhetsmyndigheten.se/jamstalldhet-i-sverige/delmal-2-ekonomisk-jamstalldhet/. Läst 2 december 2022.
5. ↑  ”Jämställdhetsintegrering i statliga myndigheter - JiM”. Regeringskansliet. 1 november 2021. https://www.regeringen.se/regeringens-politik/jamstalldhet/jamstalldhetsintegrering-i-statliga-myndigheter---jim/. Läst 30 november 2022.
6. ↑  ”Utvärdering av regeringens utvecklingsprogram för jämställdhetsintegrering i myndigheter. Slutrapport”. Statskontoret. 30 september 2019. https://www.statskontoret.se/publicerat/publikationer/publikationer/utvardering-av-regeringens-utvecklingsprogram-for-jamstalldhetsintegrering-i-myndigheter.-slutrapport/. Läst 17 december 2024.
7. ↑  ”Jämställdhetsintegrering i statliga myndigheter - JiM”. Regeringen. 14 oktober 2024. https://www.regeringen.se/regeringens-politik/jamstalldhet/jamstalldhetsintegrering-i-statliga-myndigheter---jim/. Läst 17 december 2024.
8. ↑   Inte bara jämställdhet - Intersektionella perspektiv på hinder och möjligheter i arbetslivet (SOU 2014:34). Delegationen för jämställdhet i arbetslivet. 2014. sid. 9-30..
9. ↑  Alnebratt, Kerstin; Malin Rönnblom (2016). Feminism som byråkrati - Jämställdhetsintegrering som strategi. Danmark: Leopard förlag. sid. 125-146.
10. 1 2 3  Arpi, Ivar, 1982-. Genusdoktrinen. sid. 77, 79-80. ISBN 978-91-88589-34-7. OCLC 1124953470. https://www.worldcat.org/oclc/1124953470. Läst 6 september 2020
11. ↑  ”Regleringsbrev 2017 Myndighet universitet och högskolor - Ekonomistyrningsverket”. www.esv.se. Arkiverad från originalet den 25 september 2020. https://web.archive.org/web/20200925134628/https://www.esv.se/statsliggaren/regleringsbrev/?RBID=17920. Läst 6 september 2020.
12. ↑  Watch, Academic Rights. ”Oroande rapport från UKÄ: regeringen pressade KI att bryta mot grundlagen »”. https://academicrightswatch.se/?p=4237. Läst 15 maj 2022.
13. ↑  Olsson, Erik J.; Sörensen, Jens Stilhoff (2020-12). ”What Price Equality? The Academic Cost of Government Supervised Gender Mainstreaming at Swedish Universities” (på engelska). Societies 10 (4):  sid. 87. doi:10.3390/soc10040087. ISSN 2075-4698. https://www.mdpi.com/2075-4698/10/4/87. Läst 15 maj 2022.
14. ↑  ”Politiseringen av universiteten är farlig”. Expressen TV. https://www.expressen.se/tv/ledare/ledarsnack/politiseringen-av-universiteten-ar-farlig/. Läst 15 december 2019.
15. ↑  ”Erik Ringmar: Staten hotar den akademiska friheten”. Svenska Dagbladet. 11 november 2017. ISSN 1101-2412. https://www.svd.se/erik-ringmar-staten-hotar-den-akademiska-friheten. Läst 15 december 2019.